# Dorylus acutus
Dorylus acutus é uma espécie de formiga do gênero Dorylus.